# Жуау Агиар
Жуау Агиар (на португалски: João Aguiar) е португалски писател и журналист, автор главно на исторически романи.

## Биография
Той е роден през 1943 година в Лисабон. Завършва журналистика в Брюкселския свободен университет, след което работи в португалските туристически центрове в Брюксел и Амстердам. Връща се в Португалия през 1976 година и работи като журналист в различни вестници.
Жуау Агиар умира на 3 юни 2010 година в Лисабон.